# NF (rapero)
Nathan John Feuerstein (Gladwin, Míchigan; 30 de marzo de 1991), más conocido como NF, (estilizado como ИF) es un rapero, cantante y compositor estadounidense. En 2014 lanzó el EP titulado NF, con la discográfica Capitol CMG, que le permitió ingresar en las listas de Billboard. Su música está enfocada en su crecimiento como rapero y superación personal.
Ha lanzado cinco álbumes de estudio: Mansion (2015), Therapy Session (2016), Perception (2017), el cual debutó N°1 en los Billboard 200 Charts[cita requerida], The Search (2019) y HOPE (2023). En 2021 lanzó su primer mixtape llamado CLOUDS (THE MIXTAPE). El tercer sencillo de Perception, «Let You Down», le permitió entrar en los tabloides internacionales y certificarse triple platino en Estados Unidos.[cita requerida]

## Primeros años
Nathan John Feuerstein nació en Gladwin, Míchigan el 30 de marzo de 1991. Sus padres se divorciaron, y fue criado por su madre hasta que el novio de ella maltrató físicamente a Nathan, y él se fue con su padre. Su madre murió por sobredosis de drogas, y le dedicó la canción "How Could You Leave Us" y "MAMA". Se graduó de Gladwin High School en 2009, y formó parte del equipo de baloncesto. NF comenzó su carrera yendo al "Festival de Bellas Artes" con Connection Church en Canton, Míchigan, es ahí donde comienza su carrera artística al realizar ciertas improvisaciones. Su madre tenía problemas con relaciones malas, su padre la habría descubierto y los alejo a él y a sus hermanas de ella por un tiempo.

## Carrera
Feuerstein afirmó que, durante su infancia, el rap fue un escape para él. Grababa canciones en una máquina de karaoke, grababa instrumentos en un micrófono y sus raps en el otro.
NF comenzó a hacer música en 2010, y lanzó su primer álbum Moments bajo el nombre de Nathan Feuerstein.  El 2 de agosto de 2011, lanzó su sencillo debut "Alone". La canción contó con el compositor y productor Tommee Profitt y Brooke Griffith. En 2012, el trabajo de Feuerstein atrajo la atención de Xist Music. El 2 de mayo de 2012, lanzó su debut debutable, I'm Free, con trabajo de producción de Proffit. La lista de canciones consistió en nueve canciones, incluyendo "Alone". El EP también incluyó una versión exclusiva de "Alone" con Sean Simmonds
Durante este tiempo, también comenzó a trabajar en su EP, NF, pero no lo lanzó hasta 2014 debido a una disputa de etiqueta con Xist Music que provocó que se separaran.
A pesar de esto, NF presentó una canción "Only One", con Shuree Williams, en el álbum recopilatorio del sello, Move Vol 1. Lanzó un sencillo, "Beautiful Addiction", el 4 de noviembre de 2013. La canción nuevamente tuvo una aparición de Profitt, así como las voces de Brady Schmitz y Danielle Swift.
Feuerstein firmó con Capitol Christian Music Group en 2014, antes del lanzamiento del EP, NF Este proyecto fue su gran avance en el Billboard. Su primer álbum de estudio, Mansion, fue lanzado el 31 de marzo de 2015 por Capitol CMG.
Su canción "Intro" está incluida en el videojuego Madden NFL 16. Las canciones de NF se han reproducido en ESPN, VH1, Showtime, Chicago P.D. de NBC, Grimm, Shades of Blue y en el tráiler final de temporada de Fox's Empire. Su video musical para "Intro" se estrenó en la página de inicio de MTV.com, y el video también apareció en MTVU, AbsolutePunk, 2DOPEBOYZ, Raps & Hustles y The College Dropouts.
Su segundo álbum de estudio, Therapy Session, fue lanzado el 22 de abril de 2016. "I Just Wanna Know" se lanzó como sencillo el 8 de abril de 2016 y "Real" se publicó el 22 de abril de 2016. "Warm Up" fue lanzado como sencillo sin álbum el 8 de septiembre de 2016.
El 6 de octubre de 2017, NF lanzó su tercer álbum de estudio, Perception. El álbum debutó en el No. 1 en el Billboard 200, lo que lo convierte en su primer álbum líder y el segundo artista en 2017 en lanzar un álbum número uno sin haber aparecido en los Hot 100. La siguiente semana, "Let You Down" se convirtió en su primer sencillo en las listas de los Hot 100, debutando a los 87. Se convirtió en un éxito durmiente, tardando 17 semanas en alcanzar su punto máximo en el número 12. [24] Después del éxito de Perception, anunció que comenzaría a viajar a mediados de 2018 con los raperos Logic y Kyle. El 11 de enero de 2019, la RIAA lo certificó como platino, que se vendió a más de 1,000,000 de unidades.
El 30 de mayo de 2019, Feuerstein lanzó el sencillo "The Search", junto con un video musical. Utilizó el sencillo para anunciar un álbum del mismo nombre que se lanzó el 26 de julio de 2019.
El 26 de marzo de 2021, lanzó su primer mixtape, titulado CLOUDS (THE MIXTAPE), del cual formaron parte los singles PAID MY DUES, CLOUDS, LOST (esta con la participación del rapero Hopsin), entre otros.
El 16 de febrero de 2023 lanzó su sencillo HOPE. Por otra parte, utilizó el título de esta canción para anunciar a través de cuenta de Instagram y Facebook, su quinto álbum de estudio que se lanzó el 7 de abril de 2023. El 9 de marzo del mismo año, el rapero lanza un segundo sencillo titulado "MOTTO", que se incluye dentro del álbum. El vídeo musical de este dicho sencillo fue grabado en colaboración con sus fanes en Nashville. El 7 de abril se lanzó otro sencillo y tercer vídeo musical titulado "HAPPY" junto con el lanzamiento oficial del álbum.

## Estilo e influencias
Feuerstein ha acreditado a Eminem como su principal influencia en el hip hop, afirmando que en un momento eso fue todo lo que escuchó. Es comparado con Eminem por la voz, ya que tanto NF como el rapero, tienen el mismo tipo de voz, aunque en realidad se distinguen. El estilo de NF también se ha comparado con el del rapero Logic. NF ha confirmado en múltiples ocasiones que también está muy inspirado por Adele y Ed Sheeran. También ha sido comparado intensamente con Twenty One Pilots y MGK.

## Vida personal
En enero de 2018, Feuerstein se comprometió con la instructora fitness Bridgette Doremus, y se casaron en septiembre de ese mismo año. 
El 20 de agosto de 2021, el rapero anunció el nacimiento de su primer hijo llamado Beckham en su cuenta de Instagram. Su esposa confirmó por la misma red social, el nacimiento de su primera hija, Leighton Christine, el 19 de diciembre de 2023.

## Discografía
Álbumes de estudio
- 2010: Moments
- 2012: I'm Free
- 2015: Mansion
- 2016: Therapy Session
- 2017: Perception
- 2019: The Search
- 2023: HOPE

Mixtapes
- 2021: CLOUDS (THE MIXTAPE)

EPs
- 2014: NF